# Arapaçu
Dendrocolaptidae é uma família de aves da ordem Passeriformes. Com 13 géneros, onde se classificam as cerca de 50 espécies conhecidas de arapaçus. O grupo é típico das regiões neotropicais do Novo Mundo, com distribuição desde o Sul do México à zona central da Argentina. A maior abundância de espécies de arapaçu ocorre na zona da bacia do Rio Amazonas. No Brasil podem ser observadas 41 espécies de arapaçus, listadas abaixo. A maioria das espécies de arapaçus vivem em florestas tropicais de baixa altitude, embora algumas ocupem habitats de floresta aberta ou tipo savana. As espécies que se adaptaram bem à presença humana podem ser encontradas em áreas urbanas e suburbanas. 
Os arapaçus são aves de pequeno a médio porte, com 13 a 36 cm de comprimento e 11 a 160 g de peso. A sua plumagem é tipicamente marron, verde-azeitona ou ferrugenta, com manchas, riscas ou ponteados de cor branca. A maioria das espécies não apresenta dimorfismo sexual e algumas são facilmente confundíveis entre si sem observação detalhada. O formato do bico é muito variável dentro do grupo dos arapaçus e reflete diferentes estratégias de alimentação. Algumas espécies têm o bico curto, outras apresentam-no muito longo. O arapaçu-de-bico-comprido (Nasica longirostris) é um exemplo extremo, onde o bico representa um quarto do comprimento total da ave. As patas são fortes e com garras adaptadas para trepar árvores e tendões ossificados. A cauda dos arapaçus evoluiu também como adaptação a um modo de vida arborícola, com penas semi-rígidas e pequenos ganchos, que lhes permitem uma melhor fixação ao tronco. 
A época de reprodução dos arapaçus desenrola-se em geral no verão. Estas aves formam casais monogâmicos que nidificam em cavidades de árvores, naturais ou abandonadas por pica-paus, colónias de térmitas ou estruturas humanas. Cada postura contém entre 2 a 3 ovos, incubados ao longo de cerca de duas semanas. Os juvenis permanecem junto dos pais por alguns meses. 
Os arapaçus são aves insectívoras que se alimentam de insectos apanhados em árvores. As presas favoritas do grupo são grilos, baratas, formigas, térmitas e escaravelhos. Ocasionalmente consomem também pequenos anfíbio ou répteis e só em condições de extrema escassez se alimentam de frutos ou sementes. 
A subfamília Dendrocolaptinae já foi considerada como família própria, Dendrocolaptidae. Das espécies brasileiras, apenas o arapaçu-do-nordeste está listado pelo IUCN como vulnerável. No entanto, perda e fragmentação de habitat e interferência humana são ameaças à conservação do grupo.

## Nomenclatura e taxonomia
A família está organizada em duas subfamílias e 16 gêneros:
- Subfamília Sittasominae Ridgway, 1911
  - Gênero Certhiasomus Derryberry, Claramunt, Chesser, Aleixo, Cracraft, Moyle & Brumfield, 2010
  - Gênero Deconychura Cherrie, 1891
  - Gênero Sittasomus Swainson, 1827
  - Gênero Dendrocincla G.R. Gray, 1840
- Subfamília Dendrocolaptinae G. R. Gray, 1840
  - Gênero Glyphorynchus Wied-Neuwied, 1831
  - Gênero Dendrexetastes Eyton, 1851
  - Gênero Nasica Lesson, 1830
  - Gênero Hylexetastes P.L. Sclater, 1889
  - Gênero Xiphocolaptes Lesson, 1840
  - Gênero Dendrocolaptes Hermann, 1804
  - Gênero Dendroplex Swainson, 1827
  - Gênero Campylorhamphus W. Bertoni, 1901
  - Gênero Drymornis Eyton, 1852
  - Gênero Drymotoxeres Claramunt, Derryberry, Chesser, Aleixo & Brumfield, 2010
  - Gênero Lepidocolaptes Reichenbach, 1853
  - Gênero Xiphorhynchus Swainson, 1827